# Вся правда (Остаться в живых)
«Вся правда» (англ. The Whole Truth) — 41-й эпизод телесериала «Остаться в живых» и 16-й во втором сезоне. Сценарий к эпизоду написали Элизабет Сарнофф и Кристина М. Ким, а режиссёром стала Карен Гавиола. Премьера эпизода состоялась 22 марта 2006 года на канале ABC. Центральный персонаж эпизода — Сун Квон (Юнджин Ким).

## Сюжет

### Воспоминания
В своей квартире, Сун и Джин собираются заниматься любовью, когда Джин спрашивает Сун, измерила ли она свою температуру, и это портит ей настроение. Он говорит, что они уже год пытаются зачать ребёнка, и он думает, что она должна обратиться к врачу по вопросам фертильности. Сун спрашивает, зачем ему нужен ребёнок, которого он никогда не увидит. Джин говорит, что он сожалеет о том, что отец Сун заставляет его делать неприятные ему вещи, и что ребёнок всё изменит. Однако врач по вопросам фертильности говорит им, что Сун не сможет забеременеть из-за прогрессирующего эндометриоза.
Сун входит в гостиничный номер, чтобы встретиться с Чжэ Ли, её кавалера, которого она знала до встречи с Джином. Их разговор указывает на то, что они регулярно встречаются, чтобы изучать английский и получать совет по поводу отношений с Сун. Она говорит Чжэ, что она была рада узнать о своём бесплодии. Чжэ спрашивает её, почему она учит английский, на что Сун отвечает, что она хочет бросить Джина и уехать в Америку. Чжэ говорит Сун, что невозможно убежать от собственной жизни. Сун спрашивает, является ли Джин её жизнью, и Чжэ говорит, что он не говорит, что она должна остаться ради Джина.
Сун выгуливает собаку, когда к ней подъезжает врач по фертильности и признаётся, что на самом деле это Джин не может иметь детей. Он говорит ей, что солгал потому, что если Джин узнал, что это он не может иметь детей, то Джин сжёг бы его клинику дотла.

### На острове
Разгневанный Джин пытается увести Сун из её сада обратно на пляж, учитывая предыдущее похищение её из сада. Они спорят, и Джин вырывает все растения. Она бежит на пляж и, страдая от боли, встречает Бернарда и Роуз, которые тоже спорят. Позже она просит Сойера дать ей тест на беременность, который, как оказалось, был разработан лабораториями Уидмора.
Локк убеждает Ану-Люсию, что, учитывая её полицейскую подготовку и встречи с Другими, она должна допросить Генри Гейла. Он повторяет историю с воздушным шаром и рисует карту к шару, где он похоронил свою жену. Ана-Люсия обещает, что сохранит ему жизнь, если карта подтвердит его рассказ. Вместе с Саидом и Чарли (которому Саид ранее говорил о пленнике в оружейной комнате бункера) она отправляется на поиски воздушного шара. По походке Чарли Ана-Люсия догадывается, что у него есть спрятанный пистолет, и просит его отдать тому, кто знает, как им пользоваться. Чарли отвечает: «Когда у тебя был пистолет, ты убила из него человека», и отдаёт пистолет Саиду.
Пока Сун ждёт результатов теста на беременность, она спрашивает Кейт, делала ли она когда-нибудь такой тест, и та отвечает, что да. Сун благодарит Кейт за то, что она рядом и не задаёт вопросы. Когда тест оказывается положительным, она не кажется слишком взволнованной. Она спрашивает, точен ли он, и они идут узнать это у Джека. Он говорит, что эти тесты очень точны, и что две розовые линии означают, что она определённо беременна. Сун просит Джека никому ничего не говорить.
Ана-Люсия присоединяется к Саиду у костра. Она говорит, что люди её недолюбливают, и большую часть своей жизни она пыталась им понравиться. Она говорит, что некоторое время назад она бросила это, и что она такая, какая есть. Она говорит Саиду, что у него есть веские причины её ненавидеть. Она извиняется за то, что сделала. Саид говорит, что это не её вина, и объясняет, что он считает Других ответственных за смерть Шеннон (поскольку именно они косвенно заставили Ану застрелить Шеннон); он комментирует, что как только они узнают, что Генри один из них, они сделают то, что надо.
Утром они находят место, где должен быть шар, но его там нет. Ана-Люсия настаивает, чтобы они ещё немного осмотрели окрестности. Саид делит местность на три участка и говорит Ане-Люсии, что они будут искать настолько тщательно, как ей захочется.
Бернард ищет устрицы с жемчугом для своей жены, и Джин на ломаном английском говорит ему что в этом месте устриц нет. Подходит Сойер и говорит Бернарду, что Сун беременна. Сойер и Бернард разговаривают на эту тему, но Джин не может понять, о чём они говорят.
Джин идёт и пересаживает растения, которые он вырвал. Он говорит Сун, что он ненавидит ссориться, как они это делают, и что он ненавидит то, что он не может понять всех. Он извиняется, и Сун говорит ему, что она беременна. Он вне себя от радости, и Сун говорит ему, что ей нужно что-то сказать. Сун говорит Джину, что это он не может иметь детей, а не она. Он спрашивает Сун, как она может быть беременна, и она обещает ему, что она не изменяла ему. Затем он помогает Сун восстановить её сад. Сун спрашивает, может ли она остаться и работать в своём саду, так как Джин хочет вернуться на пляж. Джин наклоняется и целует Сун. Он на английском говорит ей, что любит её.
Джек предлагает Генри позавтракать вместе овсяными хлопьями. Генри спрашивает его, для чего нужен компьютер, и Джек отвечает, что ни для чего. Генри ест хлопья. Он говорит, что считает это своей наградой за то, что нарисовал карту. Это застаёт Локка и Джека врасплох, так как они не знали о карте. Затем Генри «гипотетически» думает вслух, что если бы он действительно был одним из Других, он, вероятно, завёл бы их в ловушку, так что, когда Ана-Люсия, Саид и Чарли добрались бы туда, куда ведёт их карта, Другие взяли бы их в заложники и обменяли бы их на него. Затем он упоминает, что это хорошо, что он не один из них, и беспечно спрашивает, есть ли у них молоко для хлопьев.

## Производство
Майкл Эмерсон, который исполняет роль Генри Гейла, изначально по контракту должен был появиться всего лишь в трёх эпизодах «Остаться в живых», начиная с его первого появления в эпизоде «Один из них». Продюсеры были настолько впечатлены им, что они заключили с ним контракт ещё на пять эпизодов, ссылаясь на сцену в конце этого эпизода, когда Генри просит молока, как момент, когда они знали, что его «нужно оставить». Затем он был включён в основной актёрский состав начиная с третьего сезона.

## Реакция
Эпизод посмотрели 15,30 миллионов зрителей во время первого показа.
Крис Каработт из IGN оценил эпизод на 7,5 из 10, сказав: «Воспоминания Сун гораздо более занимательны, чем те, которые были с участием Джина и её в начале сезона», и он также назвал «маленькую шутку Генри» в конце эпизода по поводу воздушного шара «фантастической». В другой статье для IGN, Эрик Голдман поставил «Всю правду» на 97-е место из всех эпизодов «Остаться в живых», сказав: «Мы знаем, что все персонажи сложные и многослойные в „Остаться в живых“, и это одна из причин, почему мы любим этот сериал, но иногда это может быть немного утомительным». LA Times поставил этот эпизод на 75 место в списке лучших эпизодов сериала.